# Логін (фільм, 2015)
«Логін» (англ. Login) — угорський фільм-трилер, знятий Акошем Барноцьким. Прем'єра стрічки в Україні відбулась 7 квітня 2016 року. Фільм розповідає про Янку та Бена, які знайомляться на сайті відеознайомств, щоб разом знайти винних у смерті своїх коханих.

## У ролях
- Йожеф Талош
- Нора Парті
- Ката Гашпар
- Андраш Гашпар
- Чаба Тот